# Jurij Izdryk

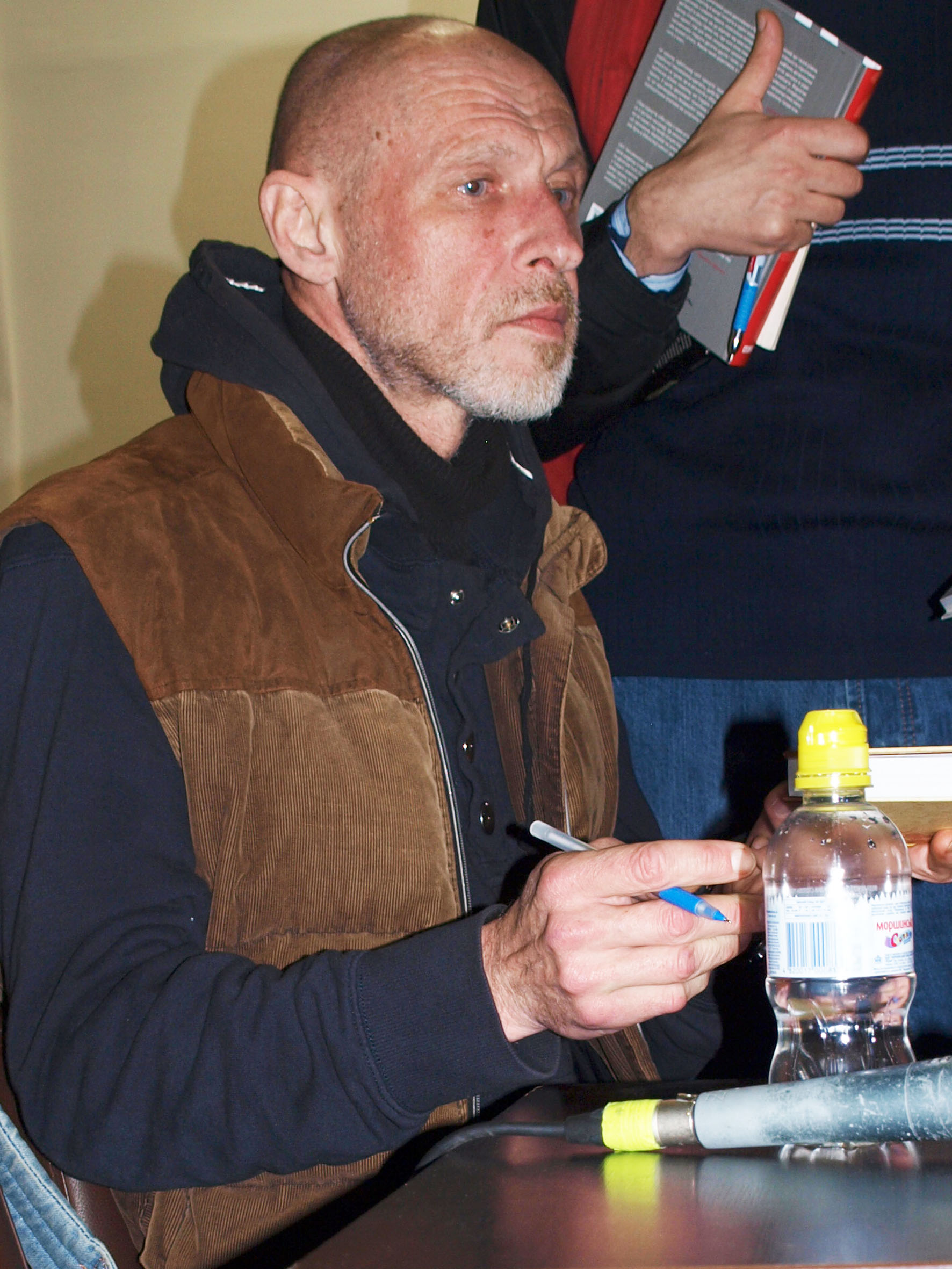
Jurij Izdryk (2016)

Jurij Romanowycz Izdryk (ukr. Юрій Романович Іздрик, ur. 16 sierpnia 1962 w Kałuszu) – ukraiński pisarz, poeta, eseista i tłumacz, kulturoznawca, malarz i muzyk. Jest jednym z najbardziej wyrafinowanych postmodernistów ukraińskich. Od niedawna mieszka i pracuje we Lwowie.
Członek Asocjacji Pisarzy Ukraińskich. Autor powieści Wyspa Krk (Острів Крк, 1994), tomiku poetyckiego Stanisław i 11 jego wybawicieli (Станіслав і 11 його визволителів, 1996), powieści Wozzeck (Воццек, 1996, 1997), Podwójny Leon (Подвійний Леон, 2000) і AM/TM (2004), zbioru esejów Fleszka (Флешка, 2007), opowiadań, artykułów z zakresu kulturoznawstwa i językoznawstwa. Jest także jednym z twórców fenomenu stanisławowskiego.
W 1984 zakończył Politechnikę Lwowską. Pracował jako inżynier. Pod koniec lat 80. brał aktywny udział w twórczym życiu Ukrainy. Uczestniczył w wystawach, pracował nad redakcją książek i czasopism, nagrywał muzykę. W 1989 założył nielegalne „czasopismo tekstu i wizji” "Czetwer", które od 1992 do 1997 roku redagował wspólnie z Jurijem Andruchowyczem. Właśnie w czasopiśmie "Czetwer" pojawiły się jego pierwsze publikacje – cykl opowiadań Ostatnia wojna oraz cykl poetycki Dziesięć wierszy o ojczyźnie. Trochę później jego utwory publikowano w warszawskim undergroundowym czasopiśmie "Відрижка". Znajomość z Andruchowyczem oraz koncentrowanie się wokół czasopisma "Czetwer" młodych ukraińskich twórców, odegrała dużą rolę w literackim życiu twórcy. Wynik tych zmian, to odejście od podziemnej twórczości i pierwsza, legalna publikacja w czasopiśmie "Suczasnist'" ("Сучасність") jego powieści Wyspa Krk. Utwór został pozytywnie zrecenzowany, po czym przetłumaczony na język polski i opublikowany w czasopiśmie "Literatura na Świecie".

Prowadzi autorską rubrykę w gazecie "Post Postup" (Lwów) oraz czasopiśmie "Ukrajins'kyj Żurnal" (Praga). Przetłumaczył z języka polskiego utwory Stanisława Lema, Andrzeja Sosnowskiego, Sławomira Mrożka, Czesława Miłosza.

Od lipca 2010 r. J. Izdryk wchodzi w skład ukraińskiej redakcji trójjęzycznego międzynarodowego magazynu literackiego RADAR, wydawanego z inicjatywy Stowarzyszenia Willa Decjusza.
Izdryk to człowiek-orkiestra, autor dwóch koncertów fortepianowych, ilustrator książki Andruchowycza Egzotyczne ptaki i rośliny (Екзотичні птахи чи рослини).
Jego utwory są tłumaczone na język polski, angielski, rosyjski, niemiecki, białoruski, czeski i chorwacki.

## Utwory
Proza:
- Ostriw KRK ta inszi istoriji (Острів КРК та інші історії, 1993); fragm. przetłumaczone na polski w czasopiśmie „Literatura na świecie”. — № 291 (10/1995)
- Wozzeck (Воццек, 1997), przekł. polski 1998
- Podwijnyj Łeon. Istorija chworoby (Подвійний Леон. історія хвороби, 2000); Podwójny Leon po polsku (fragment) w „Literaturze na świecie”. — №333 (4/1999)
- AM™ (2004); Anatomija Marlen. Arktyczne sny Jurko Izdryk (fragmenty powieści AM™) // „Ha!art”, №20 (2005).
- ТАКЕ (2009)
- Fleszka-2GB (Флешка-2GB, 2009)

Eseje:
- Stanislawów: tesknota za tym, co nieprawdziwe // „Literatura na świecie”. — № 291 (10/1995)
- Ja też lubię tanie uciechy, psia krew // „Czas Kultury”. №1. 1998
- Lwowskie epifanie [w:] Lwów trzy eseje. Prochaśko Jurko, Sniadanko Natalia, Izdryk Jurij. Kraków, 2005.
- Sny o Europie. Andruchowycz Jurij, Hrycenko Oіeksandr, Izdryk Jurij, Prochaśko. Kraków, 2005.
- Fleszka (Флешка, 2007).

Poezja (po polsku):
- Jurij Izdryk, Wiersze // "Literatura na świecie". № 394-395 (5-6/2004)
- wiersze Izdryka w Kwartalniku Pobocza

Tłumaczenia:
- Czesław Miłosz, Rodzinna Europa, Latopis 2007.

Praca redaktorska:
- Stasiuk A., Droga na Babadag, Krytyka 2006.